# Hyperlais dulcinalis
Hyperlais dulcinalis là một loài bướm đêm trong họ Crambidae.